# Benedetta Pilato
Benedetta Pilato, née le 18 janvier 2005 à Tarente, est une nageuse italienne, spécialiste de la brasse.
Elle détient le record national obtenu lors du Trofeo Settecolli en juin 2019, record qu'elle bat en juillet et établit à 29 s 98. Elle est aussi sacrée championne d'Europe juniors sur le 50 m brasse en 2019 à Kazan. Le 22 mai 2021 à Budapest, elle devient championne d’Europe et améliore le record du monde du 50 mètres brasse en 29 s 30.

## Carrière
Aux championnats d'Europe juniors, elle bat le record d'Europe juniors du 50 m brasse en 30 s 16 et remporte l'or devant la Lituanienne Kotryna Teterevkova et la Russe Anastasia Makarova.
Lors des Championnats du monde 2019 à Gwangju (Corée du Sud), elle remporte la médaille d'argent sur le 50 m brasse derrière l'Américaine Lilly King en 29 s 98. Elle est la première Italienne à passer sous la barre des 30 secondes sur cette distance.
Participant aux Championnats d'Europe en petit bassin, le 4 décembre 2019 elle remporte le 50 m brasse en 29 s 32 devant sa compatriote Martina Carraro (29 s 60) et l'Irlandaise Mona McSharry (29 s 87). Grâce à ce nouveau temps, elle bat pour la 3e fois de la journée le record du monde juniors de la distance après l'avoir établi à 29 s 62 en séries puis 29 s 48 en demi-finale.

## Palmarès
| Année | Compétition                           | Lieu     | Rang | Course            |
| ----- | ------------------------------------- | -------- | ---- | ----------------- |
| 2019  | Championnats du monde                 | Gwangju  | 2e   | 50 m brasse       |
| 2019  | Championnats d'Europe juniors         | Kazan    | 1re  | 50 m brasse       |
| 2019  | Championnats d'Europe juniors         | Kazan    | 2e   | 4 × 100 m 4 nages |
| 2019  | Championnats du monde juniors         | Budapest | 1re  | 50 m brasse       |
| 2019  | Championnats d'Europe en petit bassin | Glasgow  | 1re  | 50 m brasse       |
| 2019  | Championnats d'Europe en petit bassin | Glasgow  | 2e   | 4 × 50 m 4 nages  |
| 2020  | Championnats d'Europe                 | Budapest | 1re  | 50 m brasse       |
| 2021  | Championnats d'Europe juniors         | Rome     | 1re  | 50 m brasse       |